# Psolus parvulus
Psolus parvulus is een zeekomkommer uit de familie Psolidae.
De wetenschappelijke naam van de soort werd in 1974 gepubliceerd door Gustave Cherbonnier.